# Радульф (герцог Тюрингии)
Радульф (лат. Radulfus, нем. Radulf; умер не ранее 640) — герцог Тюрингии (не позднее 634 — вторая половина 640-х).

## Биография

### Происхождение и родственные связи
Главный нарративный источник о Радульфе — «Хроника» Фредегара. В ней Радульф назван сыном знатного франка Хамара, о котором больше нигде не упоминается. Предполагается, что Фредегар мог неправильно интерпретировать известную ему информацию об отце Радульфа и вместо имени назвал его должность. Сторонники этого мнения утверждают, что имя Хамар является искажённым словом «камерарий» (хранитель королевской казны). Из жития святого Оуэна Руанского известно, что эту должность тогда занимал брат этого святого по имени Радон, который, вероятно, тождественен одноимённому майордому. Если эта идентификация верна, то дедом Радульфа был знатный австразиец Аутари, а близкими родственниками — святые Оуэн Руанский, Адон Жуаррский, Фарон и Бургондофара.
Высказывается мнение, что Радульф мог быть одним лицом с упоминающимся в «Мученичестве Килиана» Хруоди, отцом герцога Хедена I, родоначальника Хеденинов. Однако, скорее всего, такое отождествление неверно, хотя на основании ономастических данных не исключается родство Радульфа и Хедена I. Также предполагается, что сыном Радульфа мог быть Теотбальд. И Хеден I, и Теотбальд во второй половине VII века управляли теми территориями, над которыми ранее властвовал Радульф, но в каких между собой родственных отношениях состояли эти три персоны — точно неизвестно.

### Герцог Тюрингии
О ранних годах жизни Радульфа сведений в средневековых источниках не сохранилось. Предполагается, что принадлежа к франкской знати, Радульф провёл детство и юность при дворе франкских королей в Париже. Возможно, от своих предков он унаследовал враждебность к Арнульфингам. Следствием этого стало завязывание Радульфом тесных дружеских отношений с представителями нейстрийской знати.
Незадолго до 634 года Радульф был назначен королём Дагобертом I правителем Тюрингии. Он — первый известный франкский герцог (лат. dux) этих земель, включённых в состав Франкского государства ещё в 531 году. Вероятно, в усилении здесь государственной власти возникла необходимость после образования на восточных границах владений франков государства Само. Некоторые современные историки предполагают, что одновременно с Тюрингским герцогством на восточных границах Франкского государства было образовано ещё два герцогства: одно в населённых тюрингами областях Франконии, другое вокруг Веттерау или Ашаффенбурга. Правителем первого мог быть поставлен Хруоди, второго — Фара из рода Агилольфингов.
В начале своего правления Радульф успешно препятствовал попыткам Само расширить владения за счёт земель Франкского государства и в 634 или 635 году победил славян в сражении. Однако затем он, по свидетельству Фредегара, «возгордившись [своими победами] и проявляя по разным поводам враждебность к герцогу Адальгизелу» из рода Арнульфингов, в союзе с Фарой поднял мятеж против франкского короля. В ответ около 640 года (возможно, в 639, 640, 641 или 642 году) король Австразии Сигиберт III и Адальгизел организовали поход против мятежных герцогов. Другими франкскими полководцами в этой военной кампании были Гримоальд Старший, епископ Куниберт Кёльнский, сыновья Арнульфа Мецского, а также герцог Бобо и Леутари II. Первым было разбито войско Фары: тот погиб в сражении, а его оставшиеся в живых воины пленены. Однако Радульф смог укрыться в укреплении на горе вблизи реки Унструт. Здесь он не только со своими воинами смог отразить штурм франков, но и совершить вылазку, во время которой в произошедшем под стенами крепости сражении тюринги убили множество врагов. В хронике Фредегара сообщается о многих тысячах погибших франков, среди которых был и герцог Бобо. Неудачу штурма хронист объяснял разногласиями среди франкских военачальников: якобы, среди тех были друзья тюрингского герцога, из-за чего не все воины приняли участие в сражении. Среди таких особо выделялись жители Майнца (лат. Macancinses). На следующий же день после битвы друзья Радульфа ходатайствовали за него перед Сигибертом III. Тот же, оставшись без значительной части войска, должен был согласиться на мир и возвратиться в свои владения.
Успех правителя Тюрингии современные историки связывают с общим упадком власти Меровингов, особенно сильно сказавшимся в отдалённых областях Франкского королевства. По свидетельству Фредегара, Радульф «стал считать себя в Тюрингии королём», и хотя «на словах он всё же не отвергал власти Сигиберта, но на деле решительно противился его господству». Установив мирные отношения с жившими поблизости народами (славянами и саксами), Радульф стал правителем одного из племенных герцогств. По мнению ряда историков, резиденцией тюрингского герцога была построенная им крепость Вюрцбург, хотя другие исследователи относят основание этого укрепления ко временам преемников Радульфа.
О дальнейшей судьбе Радульфа сведений не сохранилось. Возможно, он умер уже во второй половине 640-х годов. В средневековых источниках упоминается о двух властителях, одновременно правивших тюрингами вскоре после этой даты: Хедене I и Теотбальде. Первый из них правил Вюрцбургским герцогством (населёнными тюрингами областями Франконии), второй — собственно Тюрингией. Высказывается мнение, что до того как стать властителем Франконии, Хеден I мог служить королям Австразии, а затем или по их приказу, или при их поддержке отторгнуть часть владений Теотбальда.